# ストリートライツ
| 専門評論家によるレビュー           | 専門評論家によるレビュー |
| レビュー・スコア                   | レビュー・スコア         |
| 出典                               | 評価                     |
| ---------------------------------- | ------------------------ |
| オールミュージック                 | [ 1 ]                    |
| Christgau's Record Guide           | B                        |
| エンターテインメント・ウィークリー | B                        |
| ローリング・ストーン               | (unfavorable)            |

『ストリートライツ』（原題：Streetlights）は1974年にリリースされたボニー・レイットによる4枚目のアルバム。 

## トラックリスト
1. 「ミッドウェイの歌 - That Song About the Midway」（ジョニ・ミッチェル）– 4:44
2. 「レイニー・デイ・マン - Rainy Day Man」（ジェームス・テイラー 、ザック・ウィズナー）– 3:41
3. 「エンジェル・フロム・モンゴメリー  - Angel from Montgomery」（ジョン・プリン）– 3:59
4. 「アイ・ガット・プレンティ - I Got Plenty」（ジョーイ・レヴァイン 、ジム・キャロル）– 3:09
5. 「ストリート・ライツ - Streetlights」（ビル・ペイン）– 5:05
6. 「ホワット・イズ・サクセス - What Is Success」（アレン・トゥーサン）– 3:32
7. 「エイント・ノーバディ・ホーム - Ain't Nobody Home」（ジェリー・ラゴヴォイ）– 3:04
8. 「エヴリシング・ザット・タッチス・ユー - Everything That Touches You」（マイケル・ケイメン）– 3:28
9. 「オン・マイ・マインド - Got You on My Mind」（デビッド・ラスリー 、 アリー・ウィリス）– 3:50
10. 「レディ・フォー・ラヴ - You Got to Be Ready for Love (If You Wanna Be Mine」（ルー・コートニー）– 3:08

## パーソネル
- ボニー・レイット – ギター 、 ボーカル
- ボブ・バビット – ベース
- チャーリー・ブラウン – ギター
- ルーコートニー – ボーカル、バックグラウンドボーカル
- リチャード・デイビス – ベース
- フリーボ – ベース
- ジェリー・フリードマン – ギター
- スティーヴ・ガッド – ドラムス
- ポール・グリフィン – キーボード
- ドン・グロルニック – キーボード
- カール・ホール – ボーカル、バックグラウンドボーカル
- ジョン・ホール – ギター
- アーサー・ジェンキンス – パーカッション
- デビッド・ラスリー – バックグラウンド・ボーカル
- ラルフ・マクドナルド – パーカッション
- ボブ・マン–ギター
- デイブ・マシューズ - ストリングス、ホーンセクション
- ジョン・メイヤー – キーボード
- ジェフ・ミロノフ – ギター
- レオン・ペンダービス – キーボード
- シャロン・レッド – バックグラウンドボーカル
- デビッド・スピノザ – ギター
- ターシャ・トーマス – バックグラウンドボーカル
- ジョン・トロペア – ギター
- ナタリー・ヴェナブル – ボーカル、バックグラウンドボーカル
- ラリー・ウィルコックス – ストリングス、ホーンセクション

技術
- ブレーズ・カステラーノ、ブルース・テルゲセン、 ハリー・マスリン – エンジニア

## プロダクション
- プロデューサー：ジェリー・ラゴヴォイ
- エンジニア：ブレーズ・カステラーノ、ハリー・マスリン、ブルース・テルゲセン
- リミックス：ハリー・マスリン
- リマスター：リー・ハーシュベルク
- シリーズプロデューサー：グレッグ・ゲラー
- プロジェクト・コーディネーター：ジョー・モッタ
- アレンジャー：ジェリー・ラゴヴォイ
- ホーン・アレンジ：ラリー・ウィルコックス
- ストリング・アレンジ：ラリー・ウィルコックス

## チャート
アルバム - ビルボード （北米） 
| 年   | チャート       | ポジション |
| ---- | -------------- | ---------- |
| 1974 | ポップアルバム | 80         |